# Pohreby (obwód czerkaski)
Pohreby (ukr. Погреби) – wieś na Ukrainie, w obwodzie czerkaskim, w rejonie drabiwskim. W 2001 roku liczyła 1079 mieszkańców.